# Liste der Naturdenkmale in Brakel
Die Liste der Naturdenkmale in Brakel nennt die Naturdenkmale in Brakel im Kreis Höxter in Nordrhein-Westfalen.

## Naturdenkmale
| Nummer | Bezeichnung                                                            | Gemarkung   | Flurstück                                             | Lage | Bemerkung                                        | Bild           |
| ------ | ---------------------------------------------------------------------- | ----------- | ----------------------------------------------------- | --- | ------------------------------------------------ | -------------- |
| 15     | „12-Apostel-Linde“                                                     | Gehrden     | 4;1687                                                | Im Schlossgarten. 51° 39′ 15,5″ N, 9° 7′ 4,4″ O                                                                  |                                                  | weitere Bilder |
| 16     | 1 Buche                                                                | Frohnhausen | 4;146                                                 | Am südlichen Ortsausgang an der Straße nach Natzungen. 51° 38′ 13,9″ N, 9° 11′ 36,3″ O                           |                                                  |                |
| 17     | 2 Ulmen                                                                | Gehrden     | 4;1735                                                | Am Eingang zum Gutshof                                                                                           |                                                  |                |
| 18     | 1 Schirmbuche                                                          | Gehrden     | 4;1766                                                | Im Klostergarten                                                                                                 | Gefällt wegen Gefahr im Verzug am 26. April 2005 |                |
| 19     | 1 Ahorn                                                                | Gehrden     | 4;1766                                                | Im Klostergarten. 51° 39′ 16,3″ N, 9° 7′ 11,6″ O                                                                 |                                                  |                |
| 34     | Mergelgrube                                                            | Brakel      | 38;52                                                 | 2 km nordöstlich Forsthaus Modexen. 51° 45′ 28,4″ N, 9° 15′ 30,4″ O                                              |                                                  |                |
| 35     | Aufschluss im unteren Muschelkalk                                      | Brakel      | 3;25,26                                               | An der K 2 nördlich von Gut Albrock. 51° 45′ 57,2″ N, 9° 9′ 4,3″ O                                               |                                                  |                |
| 36     | Heberbach mit begleitenden Ufergehölz und Hochstaudenflur, Kalksinter  | Brakel      | 4;32                                                  | Nördlich Brakel, westlich der B 252. 51° 44′ 48,4″ N, 9° 10′ 10,9″ O                                             |                                                  |                |
| 37     | 1 Linde                                                                | Frohnhausen | 2;26                                                  | In der Feldflur südlich des Steinkuhlenweges. 51° 38′ 43,9″ N, 9° 10′ 51,1″ O                                    |                                                  |                |
| 38     | Escherbach mit begleitenden Ufergehölz und Hochstaudenflur, Kalksinter | Istrup      | 1;129, 24 tlw., 25 tlw., 122 tlw., 128 tlw., 130 tlw. | Lauf des Escherbaches nördlich Herste zwischen ehemaliger Bollermühle und Feldweg. 51° 44′ 1,9″ N, 9° 5′ 33,7″ O |                                                  |                |